# 群馬県高等学校一覧
| 高等学校                       | 高等学校   |
| ------------------------------ | ---------- |
| 総数                           | 77校       |
| 国立                           | 0校        |
| 公立                           | 64校       |
| 私立                           | 13校       |
| 中等教育学校                   |            |
| 総数                           | 2校        |
| 国立                           | 0校        |
| 公立                           | 2校        |
| 私立                           | 0校        |
| 教育委員会所在地               | 〒371-8570 |
| 群馬県前橋市大手町一丁目1番1号 |            |
| 公式サイト                     |            |

群馬県高等学校一覧（ぐんまけんこうとうがっこういちらん）は、群馬県の高等学校の一覧。
全日制課程の存在しない高等学校については、定時制は「○○高等学校｛定時制｝」通信制は「○○高等学校｛通信制｝」定時制・通信制共に存在する場合は、定時制表記で記載する。

## 県立高等学校
- 2021年より、普通科も含め全県一学区となった。

### 旧中部第一学区
伊勢崎市、佐波郡
- 群馬県立伊勢崎高等学校
- 群馬県立伊勢崎清明高等学校
- 群馬県立伊勢崎興陽高等学校
- 群馬県立伊勢崎工業高等学校
- 群馬県立伊勢崎商業高等学校
- 群馬県立玉村高等学校

### 旧中部第二学区
前橋市
- 群馬県立前橋高等学校
- 群馬県立前橋南高等学校
- 群馬県立前橋東高等学校
- 群馬県立前橋西高等学校
- 群馬県立前橋女子高等学校
- 群馬県立勢多農林高等学校
- 群馬県立前橋工業高等学校
- 群馬県立前橋商業高等学校
- 群馬県立前橋清陵高等学校｛定時制｝

### 旧東部第一学区
太田市の一部（旧太田市、新田郡新田町・尾島町）、館林市、邑楽郡
- 群馬県立太田高等学校
- 群馬県立太田女子高等学校
- 群馬県立太田東高等学校
- 群馬県立太田工業高等学校
- 群馬県立太田フレックス高等学校｛定時制｝
- 群馬県立館林高等学校
- 群馬県立館林女子高等学校
- 群馬県立板倉高等学校
- 群馬県立館林商工高等学校
- 群馬県立西邑楽高等学校
- 群馬県立大泉高等学校
- 群馬県立新田暁高等学校

### 旧東部第二学区
桐生市、みどり市、太田市の一部（旧新田郡藪塚本町）
- 群馬県立桐生高等学校
- 群馬県立桐生清桜高等学校
- 群馬県立桐生工業高等学校
- 群馬県立大間々高等学校

### 旧西部第一学区
高崎市の一部（旧市内、群馬郡群馬町・箕郷町・倉渕村・榛名町）、安中市
- 群馬県立高崎高等学校
- 群馬県立高崎女子高等学校
- 群馬県立高崎商業高等学校
- 群馬県立高崎工業高等学校
- 群馬県立高崎北高等学校
- 群馬県立高崎東高等学校
- 群馬県立榛名高等学校
- 群馬県立安中総合学園高等学校
- 群馬県立松井田高等学校

### 旧西部第二学区
藤岡市、富岡市、多野郡、甘楽郡、高崎市の一部（旧多野郡新町・吉井町）
- 群馬県立藤岡中央高等学校
- 群馬県立藤岡北高等学校
- 群馬県立藤岡工業高等学校
- 群馬県立富岡高等学校
- 群馬県立富岡実業高等学校
- 群馬県立万場高等学校
- 群馬県立吉井高等学校
- 群馬県立下仁田高等学校

### 旧北部第一学区
沼田市、利根郡
- 群馬県立沼田高等学校
- 群馬県立沼田女子高等学校
- 群馬県立利根実業高等学校
- 群馬県立尾瀬高等学校

### 旧北部第二学区
渋川市、北群馬郡、吾妻郡
- 群馬県立渋川高等学校
- 群馬県立渋川女子高等学校
- 群馬県立渋川工業高等学校
- 群馬県立渋川青翠高等学校
- 群馬県立吾妻中央高等学校
- 群馬県立長野原高等学校
- 群馬県立嬬恋高等学校

## 市町村立高等学校
- 学区は群馬県立高と同じく群馬県全域

### 前橋市
- 前橋市立前橋高等学校

### 高崎市
- 高崎市立高崎経済大学附属高等学校

### 桐生市
- 桐生市立商業高等学校

### 太田市
- 太田市立太田高等学校 中高一貫校

## 組合立高等学校
- 利根沼田学校組合立利根商業高等学校

## 私立高等学校
- 共愛学園高等学校
- 新島学園高等学校
- 前橋育英高等学校
- 樹徳高等学校
- 桐生第一高等学校
- 東京農業大学第二高等学校
- 白根開善学校高等部
- 高崎健康福祉大学高崎高等学校
- 常磐高等学校
- 高崎商科大学附属高等学校
- 明和県央高等学校
- 関東学園大学附属高等学校
- ぐんま国際アカデミー高等部
- R高等学校｛通信制｝

## 高等専門学校
- 群馬工業高等専門学校 (5年制)

## 中等教育学校
中等教育学校は前期・後期6年制一貫教育を行い、卒業時には高等学校卒業資格と同等のため、便宜上、ここに一覧する。

### 県立中等教育学校
- 群馬県立中央中等教育学校

### 市立中等教育学校
- 伊勢崎市立四ツ葉学園中等教育学校

## 改称した高等学校
- 群馬県立伊勢崎女子高等学校→群馬県立伊勢崎清明高等学校
- 伊勢崎市立女子高等学校→伊勢崎市立伊勢崎高等学校（2014年閉校）
- 高崎市立女子高等学校→高崎経済大学附属高等学校→高崎市立高崎経済大学附属高等学校
- 前橋市立女子高等学校→前橋市立前橋高等学校